# Iraque nos Jogos Paralímpicos de Verão de 2012
O Iraque participou dos Jogos Paralímpicos de Verão de 2012, que aconteceram na cidade de Londres, no Reino Unido.

## Medalhistas
| Atleta          | Esporte              | Evento                   | Medalha |
| --------------- | -------------------- | ------------------------ | ------- |
| Faris Al-Ajeeli | Levantamento de peso | Mais de 100 kg masculino | Prata   |

## Desempenho

### Levantamento de peso
Masculino
| Atletas          | Evento  | Resultado | Posição |
| ---------------- | ------- | --------- | ------- |
| Hussein Juboori  | -52 kg  | 160,0     | 6º      |
| Hasan Al-Tameemi | -56 kg  | NM        | NM      |
| Jabbar Jaber     | -90 kg  | 195,0     | 5º      |
| Faris Al-Ajeeli  | +100 kg | 242,0     |         |

Feminino
| Atletas       | Evento   | Resultado | Posição |
| ------------- | -------- | --------- | ------- |
| Dhikra Saleem | -60 kg   | 101,0     | 5º      |
| Huda Ali      | -82.5 kg | 108,0     | 7º      |